# Eusphalerum hispanicum
Eusphalerum hispanicum é uma espécie de insetos coleópteros polífagos pertencente à família Staphylinidae.
A autoridade científica da espécie é Brisout de Barneville, tendo sido descrita no ano de 1866.
Trata-se de uma espécie presente no território português.